# 5379 Abehiroshi
Az 5379 Abehiroshi (ideiglenes jelöléssel 1991 HG) a Naprendszer kisbolygóövében található aszteroida. Otomo S. és Muramacu Oszamu fedezte fel 1991. április 16-án.